# Mittenothamnium evardii
Mittenothamnium evardii är en bladmossart som beskrevs av Benito C. Tan och Iwatsuki 1993. Mittenothamnium evardii ingår i släktet Mittenothamnium och familjen Hypnaceae. Inga underarter finns listade i Catalogue of Life.